# Mihăiță Vîrză
Mihăiță Vîrză (n. 15 septembrie 1962

) este un deputat român, ales în 2016. 